# Bücheloh
Bücheloh ist ein Ort im Ilm-Kreis in Thüringen. Er gehört zur Stadt Ilmenau. Bücheloh hatte im Dezember 2022 353 Einwohner.

## Geografie

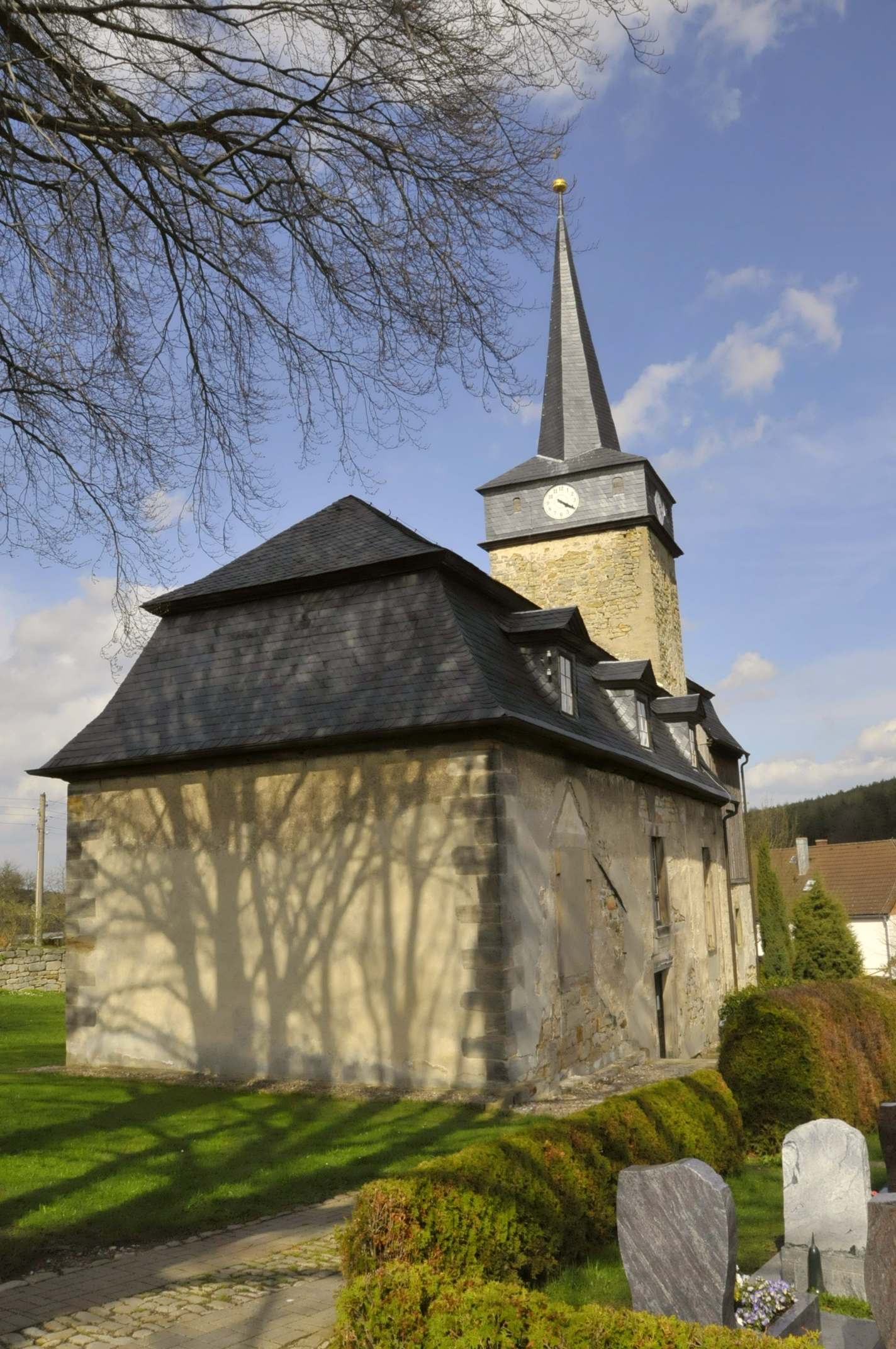
Kirche

Bücheloh liegt im Tal des Humbachs, einem Nebenfluss der Ilm auf einer Höhe von etwa 470 Metern. Der Ort ist ein Straßendorf, dass sich ca. zwei Kilometer an der Landesstraße 3087 hinzieht.

## Geschichte
Bücheloh wurde 1282 erstmals urkundlich erwähnt. Vermutlich wurde der Ortsname von Albert Buchilowe, einem Stifter des Klosters Paulinzella abgeleitet. Bereits im Jahre 1450 wurde von einer ersten Schule in Bücheloh berichtet. 1535 bekam der Ort das Braurecht zugesprochen. Aus welchem Jahr die romanische Dorfkirche stammt, ist unbekannt, sie wurde 1729 umgebaut und vergrößert.
Bis 1920 war Bücheloh eine Exklave des zur Schwarzburg-Rudolstädter Oberherrschaft gehörenden Amts Stadtilm. Von 1920 bis 1952 gehörte der Ort zum Landkreis Arnstadt. Der Landkreis wurde 1952 geteilt und Bücheloh gehörte fortan zum Kreis Ilmenau. 1994 wurden die Kreise Ilmenau und Arnstadt wieder vereint. Seit dem 6. April 1994 gehörte Bücheloh zur Einheitsgemeinde Wolfsberg. Diese wurde am 6. Juli 2018 mit weiteren Gemeinden in die Stadt Ilmenau eingemeindet.

## Politik
Der ehrenamtliche Ortsteilbürgermeister Büchelohs ist Holger Stanelle. Er wurde bei den Kommunalwahlen in Thüringen am 26. Mai 2024 erstmals ins Amt gewählt und löste den seit 2009 amtierenden Nico Franz ab. Zusammen mit vier weiteren Mitgliedern bildet Stanelle den Ortsteilrat von Bücheloh.

### Wappen
Blasonierung: „In Gold eine grüne Buche, die aus einem grünen Berg wächst, der mit vier goldenen Ähren belegt und von zwei weiteren grünen Bergen beseitet ist.“
Das Wappen mit der heraldisch stilisierten grünen Buche im goldenen Feld ist redend. Die goldenen Ähren symbolisieren die Landwirtschaft; die grünen Berge verweisen auf das Relief und die Lage der Ortsflur am nordöstlichen Rand des Thüringer Waldes.
Das Wappen wurde vom Heraldiker Frank Diemar gestaltet.

## Kultur
Bücheloh besitzt eine der ältesten Kirchen der Umgebung. Sie stammt aus der romanischen Zeit.
1995 wurde eine Heimatstube eröffnet, die die Ortsgeschichte darlegt.
Bücheloh besitzt einen Kirmes-, einen Kleingarten-, einen Jagd- und einen Feuerwehrverein. Diese Vereine tragen erheblich zum kulturellen Leben des Ortes bei.

## Wirtschaft und Verkehr
Die meisten Bücheloher Einwohner pendeln zur Arbeit ins drei Kilometer entfernte Ilmenau. Außerdem gibt es im Ort Landwirtschaft.
Bücheloh liegt am Abschnitt Ilmenau–Stadtilm der Landesstraße 3087, einem früheren Teilstück der B 87. Es gibt auch eine Straße nach Wümbach. Die A 71 führt westlich an Bücheloh vorbei, die Anschlussstelle Ilmenau-Ost liegt ungefähr zwei Kilometer südwestlich.

## Weblinks

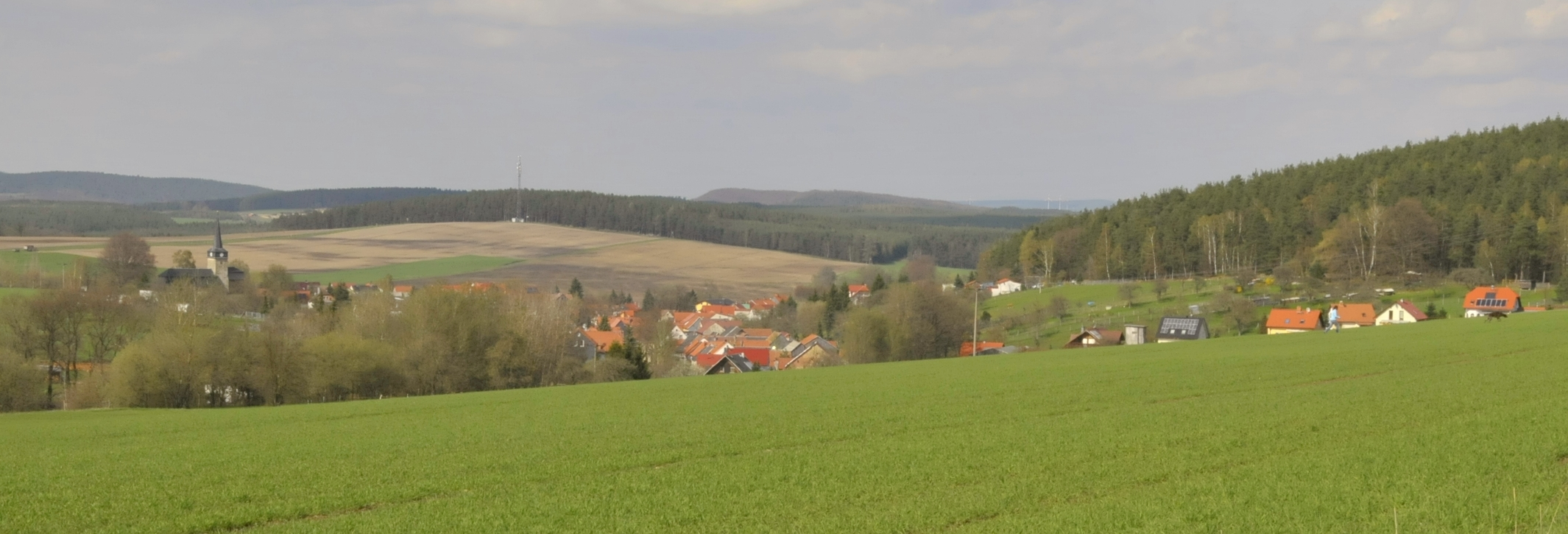
Bücheloh aus Südost